# Милан Долинський
Милан Долинський (чеськ. Milan Dolinský, нар. 14 липня 1935, Бруновце) — чехословацький футболіст, що грав на позиції нападника.
Виступав, зокрема, за клуб «Інтер» (Братислава), а також національну збірну Чехословаччини.
Чемпіон Чехословаччини.

## Клубна кар'єра
У дорослому футболі дебютував 1958 року виступами за команду «Інтер» (Братислава), кольори якої і захищав протягом усієї своєї кар'єри гравця, що тривала сім років. За цей час виборов титул чемпіона Чехословаччини.

## Виступи за збірну
У 1959 році дебютував в офіційних матчах у складі національної збірної Чехословаччини.
У складі збірної був учасником чемпіонату Європи 1960 року у Франції, на якому команда здобула бронзові нагороди.
Загалом протягом кар'єри в національній команді, яка тривала 2 роки, провів у її формі 10 матчів, забивши 5 голів.

## Титули і досягнення

### Командні
- Чемпіон Чехословаччини (1):

«Інтер» (Братислава): 1958-1959

### Особисті
- Кращий бомбардир: Кубок Мітропи 1961 (7 м'ячів) разом з Вільямом Грнчаром